# Isochlora maculata
Isochlora maculata là một loài bướm đêm trong họ Noctuidae.